# Live at Reading '81
Live at Reading '81 es un álbum en vivo de la banda británica de heavy metal Samson, publicado en 1990. Contiene un concierto brindado por la banda el 12 de septiembre de 1981, con Bruce Dickinson como cantante.

## Lista de canciones
1. "Big Brother" - 6:14
2. "Take It Like a Man" - 4:10
3. "Nice Girl" - 3:21
4. "Earth Mother" - 5:06
5. "Vice Versa" - 5:27
6. "Bright Lights" - 2:54
7. "Walking Out on You" - 9:11
8. "Hammerhead" - 3:36
9. "Riding with the Angels" - 5:22
10. "Gravy Train" - 7:24
11. "Red Skies (bonus track)"
12. "Turn Out The Lights (bonus track)"
13. "Firing Line (bonus track)"

## Personal
- "Bruce Bruce" Dickinson – Voz
- Paul Samson – Guitarra, voz
- Chris Aylmer – Bajo
- Mal Gaynor – Batería